# Glacidorbis bicarinatus
Glacidorbis bicarinatus är en snäckart som beskrevs av Winston F. Ponder och Avern 2000. Glacidorbis bicarinatus ingår i släktet Glacidorbis och familjen Glacidorbidae. IUCN kategoriserar arten globalt som otillräckligt studerad. Inga underarter finns listade i Catalogue of Life.